# Alpenklassieker 1997
De 7e editie van de Alpenklassieker (Frans: Classique des Alpes 1997) vond plaats op 7 juni 1997. 

## Uitslag
| rang | renner             | land        |
| ---- | ------------------ | ----------- |
| 1    | Laurent Roux       | Frankrijk   |
| 2    | Laurent Madouas    | Frankrijk   |
| 3    | José María Jiménez | Spanje      |
| 4    | Abraham Olano      | Spanje      |
| 5    | Fernando Escartín  | Spanje      |
| 6    | Alberto Elli       | Italië      |
| 7    | Jan Ullrich        | Duitsland   |
| 8    | Davide Rebellin    | Italië      |
| 9    | Santiago Blanco    | Spanje      |
| 10   | Philipp Buschor    | Zwitserland |

1991 · 1992 · 1993 · 1994 · 1995 · 1996 · 1997 · 1998 · 1999 · 2000 · 2001 · 2002 · 2003 · 2004